# پارک مین وو
پارک مین وو (کره‌ای: 박민우؛ زادهٔ ۲۲ مارس ۱۹۸۸) بازیگر اهل کره جنوبی است. او حرفهٔ بازیگری خود را در سال ۲۰۱۱ آغاز کرد. او از آن زمان در مجموعه‌های تلویزیونی همچون کشاورز مدرن حضور پیدا کرده‌است.
پارک مین وو همچنین یکی از اعضای برنامه واقع‌نمای روم میت بود که از سال ۲۰۱۴ پخش شد.